# Capece (famiglia)
I Capece sono un'antica casata nobile napoletana che si vuole discendente dalla dinastia sovrana dei duchi di Napoli Sergii (da Sergio I a Sergio VI), che ressero questa città e i territori limitrofi alquanto estesi, indipendenti dai bizantini. Tale Ducato di Napoli, indipendente e sovrano, fu poi sottomesso dai normanni Hauteville (Altavilla) che assunsero la sovranità regnante su tutta l'Italia meridionale.

## Inizio leggendario
Come molte famiglie antiche, anche l'origine dei Capece ha la sua leggenda. In questo caso le origini porterebbero a Enea e precisamente a Capi, uno dei suoi compagni d'avventura. Un'altra interpretazione etimologica spiega i cognomi Capece e Minutolo con il fatto che originariamente gli esponenti della famiglia fossero di bassa statura, ma dotati di grandi capacità. Il problema è che l'abbinamento storico dei due cognomi è di parecchio successivo alle accertate origini familiari.
Il gruppo dei Capece, sul cui lignaggio, nel corso del XVI e del XVII secolo, si scatenarono roventi polemiche, benché avesse assunto innumerevoli modi di denominazione diversa nei suoi vari rami - Minutolo, Sconditi, Aprano, Zurlo, Piscicelli, Galeota, Tomacelli-Cybo, Latro, Bozzuto - e la diversità dei simboli araldici, discende da uno stesso ceppo di "equites" molto potenti già in età sveva.
Elio Marchese, all'inizio del Cinquecento, nel suo Liber de neapolitanis familiis, in cui distingue famiglie nobili originarie della Città e famiglie provenienti dall'estero, afferma che la perdita del patrimonio, del potere e dello stesso cognome risale alla caduta di Manfredi e all'ascesa al seggio reale di Carlo d'Angiò: "Et pro Capiciis alii Minutolos, alii Sconditos, Apranos, Zurulos, Piscicellos, Galiotos, Tomacellos, Latros Boczutos se cognominavere".
I Galeoti, i Tomacelli-Cybo, i Piscicelli-Zurlo, gli Aprani avevano stemmi con simboli geometrici che attestavano, secondo i genealogisti, la loro "origine greca", mentre il leone, "segno" di un'origine germanica, era stato assegnato dai re Svevi alle maggiori famiglie napoletane, fra cui i Capece.
Alla fine del XVI secolo, il gruppo si ricompattò intorno ad un solo cognome ed un solo
simbolo, attualizzando così l'antica fedeltà monarchica di cui avrebbe dato prova sin dall'età sveva: volevano infatti alludere, sottolineando questa virtù per così dire "ereditaria", alla loro lealtà verso i nuovi re spagnoli.

## Storia

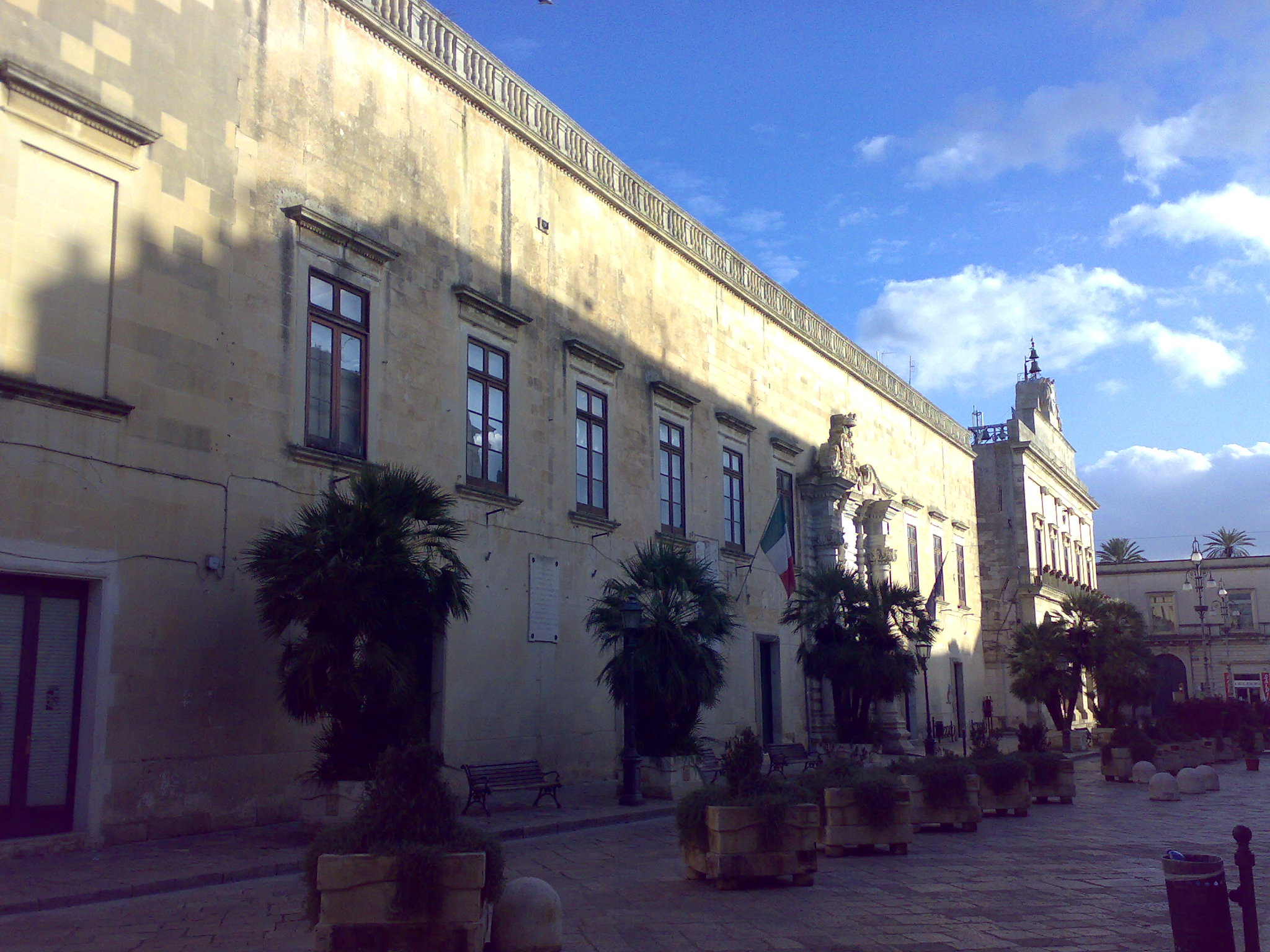
Il palazzo Capece a Maglie, sede attuale dell'omonimo liceo.

Ai Capece va il merito di aver costruito il Duomo di Napoli (dedicato a Santa Maria Assunta: nello stesso duomo è anche visibile la Cappella dedicata a San Gennaro, patrono della città) nel quale vi è la cappella di famiglia con ancora il tumulo del vescovo Filippo Minutolo (XIV secolo), citato da Boccaccio nella novella del Decameron Andreuccio da Perugia.
Col tempo si divisero in molti rami, tra cui i Capece Minutolo, unione di due famiglie, che ebbero alti prelati, cardinali e funzionari nel Regno delle Due Sicilie (una regina e due vice-re). Furono investiti di feudi, marchesati, baronati e di titoli nobiliari. Il ramo principale è costituito da quello dei principi di Canosa, mentre tra quelli secondari ricordiamo il ramo dei duchi di San Valentino Torio.
I Baraballa Capece (Capici dicti Baraballi), intorno al XIII secolo, figurano tra i più antichi feudatari dei Territori di Giugliano.
I Minutolo, anche loro originari di Napoli, si erano già distinti in Sicilia. Nel 1356 primo a stabilirsi nell'Isola fu Raimondo Minutolo di Napoli, che era familiare e capitano di re Roberto d'Angiò. Senza dimenticare Francesco, barone della Vaccara e Murena, segreto del Regno, ambasciatore ad Innocenze Vili, familiare e consigliere di re Ferdinando nel 1483.

Stemma della famiglia Capece Bozzuto.

Oltre ai Capece Minutolo (suddivisi in parecchi rami) vanno ricordati i ceppi dei Capecelatro o Capece Latro (di origine normanna, dai conti di Alatro, si imparentarono coi Capece, di cui anteposero il cognome), Capece Zurlo, Capece Piscicelli, Capece Bozzuto, Capece Scondito, Capece Aprano, Capece Galeota, Capece Piscicelli, Capece Tomacelli, e altri ancora.
- I fratelli Corrado, Marino e Jacopo aiutarono Manfredi e spinsero Corradino di Svevia a scendere in Italia (1266), contribuendo all'occupazione della Sicilia. Dopo la disfatta del condottiero e della sua armata, furono raggiunti mentre erano in fuga con lo stesso Corradino, poi tutti uccisi per decapitazione a Tagliacozzo ordinata dal vincitore, Carlo I d'Angiò; altri membri della Famiglia arrivarono a esultare. I Capece tornarono poi a Napoli riacquistando il potere perduto. Il figlio di Marino, Sigismondo, non volendo invece piegarsi al potere angioino e per evitare ulteriori rappresaglie, si trasferisce prima nelle terre di Romagna e, sposando Margherita di Lauria, figlia di Ruggero, famoso ammiraglio aragonese, e cambiando il proprio nome in Riccio Cordopatri (Cor do patri indica la fedeltà alla casata sveva), si stabilisce poi nelle contrade reggine portategli in dote dall'illustre consorte, fondando Rizziconi (da "Ritius colit o condit"), paese oggi in provincia di Reggio Calabria. La famiglia Cordopatri è tuttora fiorente.
- Non sono mancati gli studiosi, come l'umanista Scipione (Napoli fine del XV secolo - 1551), ultimo presidente dell'Accademia Pontaniana. Insegnò diritto civile a Napoli fra il 1534 e il 1539, fu consigliere reale fino al 1543; scrisse due poemi: il "De divo Johanne Baptista" (Napoli 1533) e il "De principiis rerum" (Venezia 1546).
- Don Giovanni Capece-Bozzuto, cameriere del Re di Sicilia, partigiano dei Durazzo, capitano e notaio di Bari, signore e capitano di Afragola e signore di Frattaminore.[6]
- Don Andrea Capece Minutolo, cavaliere dell'Ordine di Malta fu autore delle Memorie del Gran Priorato di Messina, edite nel 1699, che riportavano i nomi di tutte le famiglie siciliane passate per l'ordine gerosolimitano e le prove dei quattro quarti di nobiltà che erano state portate nei processi di inserimento nell'ordine stesso.
- Antonio Capece Minutolo (1768-1838), solitamente citato come "il Principe di Canosa", fu una delle figure più eminenti del pensiero controrivoluzionario italiano ed europeo[7], assieme a Monaldo Leopardi, a Joseph de Maistre e a Juan Donoso Cortés.
- Giovanni, investito il 20 aprile 1811 dei titoli di principe di Collereale, barone di Callari e Baccarati, barone di Ogliastro, barone della massaria di Patti o Critti, barone della terza dogana di Catania, maresciallo di campo nei reali eserciti, gentiluomo di camera di re Ferdinando I delle Due Sicilie, cavaliere dell'ordine di San Gennaro; a Messina fondò un ospedale per gli storpi[8].

## Signori (1379), baroni e duchi (1660) di San Valentino
- Giovanni Capece Minutolo (m. 1429), I signore di San Valentino
- Gorrellino, II consignore di San Valentino con
  - Lisolo, II consignore di San Valentino
- Riccardo (m. 1481), III signore e I barone di San Valentino
- Troilo (m. 1513), II barone di San Valentino
- Girolamo (m. 1563), III barone di San Valentino
- Giovanni Battista (m. 1586), IV barone di San Valentino
- Troiano (m. 1604), V barone di San Valentino
- Francesco Antonio (1579-1616), VI barone di San Valentino
- Giovanni Battista (1594-1654), VII barone di San Valentino
- Francesco (m. 1705), VIII barone di San Valentino e I duca di San Valentino
- Giovanni Battista (1663-1720), II duca di San Valentino
- Ferdinando (1700-1765), III duca di San Valentino
- Francesco (1736-1817), IV duca di San Valentino, nipote del precedente
- Ferdinando (1762-1833), V duca di San Valentino
- Francesco (1790-1850), VI duca di San Valentino
- Enrico (1828-1895), VII duca di San Valentino
- Francesco (1870-1973), VIII duca di San Valentino

Estinzione della linea maschile

## Marchesi di Bugnano (1852)
La linea si origina da Ferdinando, nipote di Ferdinando, V duca di San Valentino
- Ferdinando (1828-1896), I marchese di Bugnano
- Luigi (1852-1922), II marchese di Bugnano
- Ferdinando (1885-1940), III marchese di Bugnano
- Gerardo (n. 1923), IV marchese di Bugnano

## Marchesi Capece Minutolo (1907)
La linea si origina da Alfredo, pronipote di Ferdinando, V duca di San Valentino 
- Alfredo (1871-1942), I marchese Capece Minutolo
- Alessandro (1908-1990), II marchese Capece Minutolo

Estinzione della linea maschile

## Duchi di Sasso (1929)
La linea si origina da Francesco, discendente di Francesco, IV duca di San Valentino
- Francesco (1858-?), I duca di Sasso
- Giuseppe (1899-?), II duca di Sasso
- Francesco (n. 1931), III duca di Sasso

## Arma famiglia Capece
Di nero, al leone d'oro coronato dello stesso.